# Phillip A. Stewart

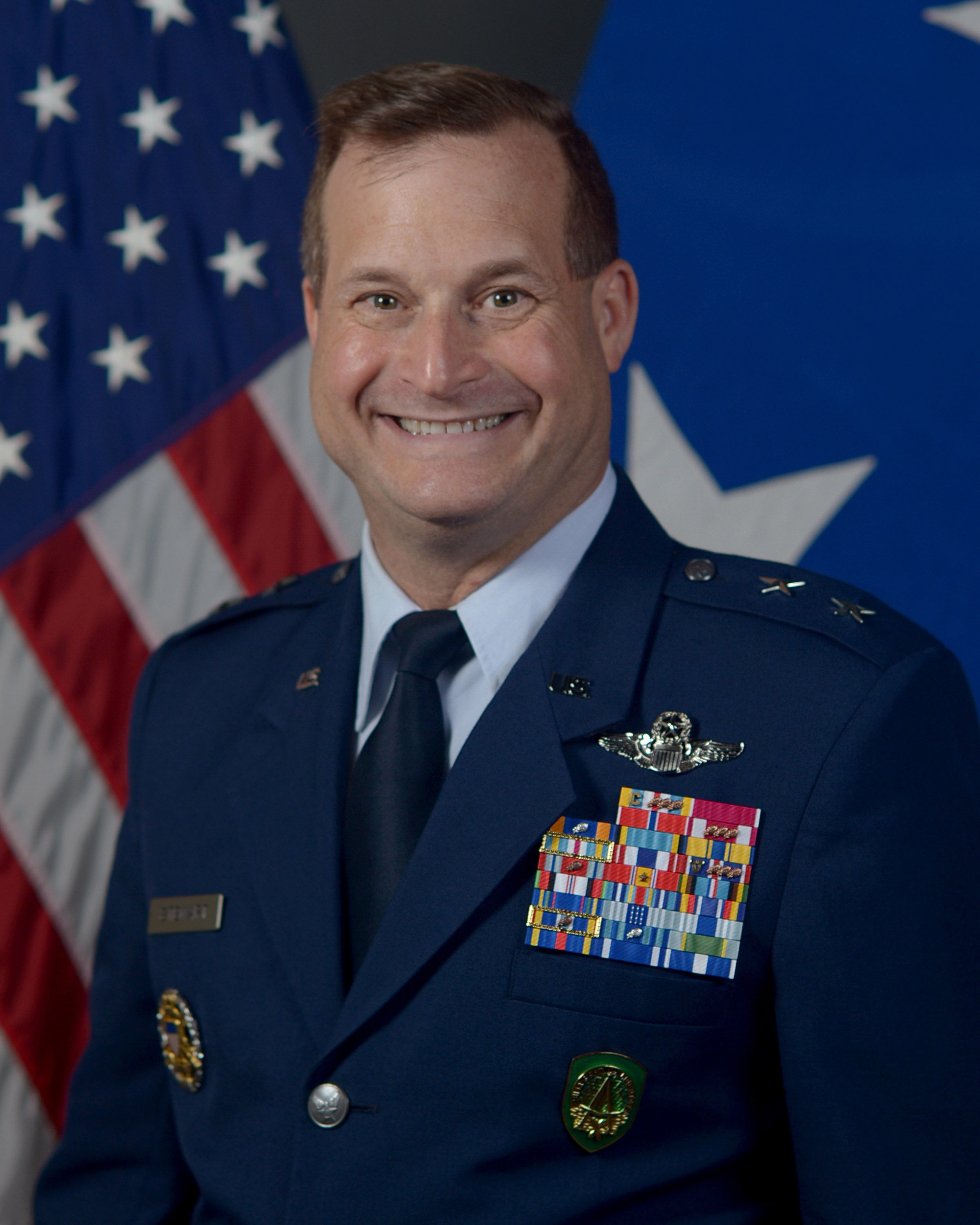
Phillip A. Stewart (2022)

Phillip A. Stewart (* um 1970) ist ein Generalmajor der United States Air Force. Er war unter anderem Kommandeur der 19. Luftflotte (Nineteenth Air Force). Im Sommer 2023 geriet er wegen eines Militärgerichtsverfahrens gegen ihn in die Schlagzeilen.
Über das ROTC-Programm des Georgia Institute of Technology gelangte er im Jahr 1992 in das Offizierskorps der United States Air Force. Dort durchlief er anschließend alle Offiziersränge vom Leutnant bis zum Zwei-Sterne-General.
Im Lauf seiner militärischen Karriere absolvierte er verschiedene Kurse und Schulungen. Dazu gehörten unter anderem eine Ausbildung zum Kampfpiloten und weitere Fortbildungskurse als Pilot neuer Flugzeugtypen; die Squadron Officer School auf der Maxwell Air Force Base in Alabama; das Air Command and Staff College über einen Fernkurs; das Marine Corps Command and Staff College in Quantico in Virginia; das Air War College über einen Fernkurs und das United States Army War College in Carlisle in Pennsylvania.
In seinen frühen Jahren als Offizier der Luftwaffe war er an verschiedenen Stützpunkten stationiert. Dabei war er als Pilot, Flugausbilder oder Stabsoffizier bei unterschiedlichen Einheiten tätig. Dazwischen absolvierte er die erwähnten Schulungen. Zwischen Mai 2000 und August 2003 war er auf der Kadena Air Base in Japan stationiert. Danach setzte er seine Laufbahn in den Vereinigten Staaten fort.
Im Januar 2009 wurde er nach Bagdad im Irak versetzt. Bis zum Juni 2010 kommandierte er dort das 362. Expeditions- und Aufklärungsgeschwader (362nd Expeditionary Reconnaissance Squadron). Nach seinem anschließenden Studium am Army War College wurde er im Juli 2011 auf die Beale Air Force Base in Kalifornien zum 9. Aufklärungsgeschwader versetzt. Bis zum Mai 2012 war er dessen stellvertretender Kommandeur. Anschließend wurde er regulärer Oberbefehlshaber dieser Einheit. Er behielt dieses Kommando bis zum Juni 2014. Es folgte eine Versetzung zur J5-Stabsabteilung der Joint Chiefs of Staff in Washington, D.C., der er in unterschiedlichen Funktionen bis zum Juni 2016 angehörte.
Stewarts nächste Mission führte in nach Deutschland. Auf der Ramstein Air Base war er zwischen Juni 2016 und Mai 2017 Stabsoffizier (Deputy to the Director of Operations, Strategic Deterrence, and Nuclear Integration) im Hauptquartier der United States Air Forces in Europe – Air Forces Africa. Daran schloss sich eine Versetzung nach Kabul in Afghanistan an. Zwischen Mai 2017 und Juni 2018 kommandierte er dort unter anderem das 438. Expeditionsgeschwader (438th Air Expeditionary Wing).
Als Nächstes wurde Phillip Stewart nach Italien zum Militärflugplatz Sigonella versetzt. Zwischen September 2018 und Juli 2020 kommandierte er dort die NATO-Einheit NATO Intelligence, Surveillance, and Reconnaissance Force. Daran schloss sich eine Versetzung zum NATO-Hauptquartier in Belgien an. Bis zum August 2022 war er dort Leiter einer Stabsabteilung (Deputy Chief of Staff, Strategic Employment).
Am 19. August 2022 übernahm Phillip Stewart als Nachfolger von Craig D. Wills auf der Randolph Air Force Base in Texas das Kommando über die 19. Luftflotte. Dieses Amt bekleidete er bis zu seiner Ablösung am 9. Mai 2023 durch Christopher R. Amrhein der seine kommissarische Nachfolge antrat. Hintergrund waren mehrere gegen ihn erhobene Anschuldigungen. Dazu gehörte auch ein Vorwurf von sexuellem Übergriff. Im Jahr 2024 kam es wegen des sexuellen Vorfalls zu einem Militärgerichtsverfahren gegen Stewart, in dem er  freigesprochen wurde. Wegen anderer Verstöße gegen den Militärkodex erhielt er allerdings ein zweimonatiges Betretungsverbot der Randolph AFB und für sechs Monate eine monatliche Gehaltskürzung um $10,000. Er wurde aber nicht aus dem Militär ausgeschlossen, stattdessen erhielt er eine Stelle als Stabsoffizier beim Air Education and Training Command.
Während seiner aktiven Zeit als Militärpilot absolvierte er über 2600 Flugstunden auf verschiedenen Flugzeugtypen.

## Daten der Beförderungen
| Abzeichen | Rang               | Jahr              |
| --------- | ------------------ | ----------------- |
|           | Second Lieutenant  | 6. Juni 1992      |
|           | First Lieutenant   | 6. Juni 1994      |
|           | Captain            | 6. Juni 1996      |
|           | Major              | 15. März 2003     |
|           | Lieutenant Colonel | 12. Dezember 2006 |
|           | Colonel            | 1. Oktober 2010   |
|           | Brigadier General  | 2. August 2017    |
|           | Major General      | 11. Mai 2020      |

## Orden und Auszeichnungen
Phillip Stewart erhielt im Lauf seiner militärischen Laufbahn unter anderem folgende Auszeichnungen:
- Defense Superior Service Medal
- Legion of Merit
- Bronze Star Medal
- Meritorious Service Medal
- NATO Meritorious Service Medal
- Air Medal
- Aerial Achievement Medal
- Air Force Outstanding Unit Award
- Combat Readiness Medal
- National Defense Service Medal